# Virey-le-Grand
Virey-le-Grand ist eine französische Gemeinde mit 1.393 Einwohnern (Stand: 1. Januar 2022) im Département Saône-et-Loire in der Region Bourgogne-Franche-Comté. Sie gehört zum Arrondissement Chalon-sur-Saône und zum Kanton Chalon-sur-Saône-1. Die Bewohner werden Virois und Viroises genannt.

## Geografie
Virey-le-Grand liegt etwa sechs Kilometer nördlich von Chalon-sur-Saône. Umgeben wird Virey-le-Grand von den Nachbargemeinden Lessard-le-National im Norden und Nordwesten, Gergy im Nordosten, Sassenay im Osten, Crissey im Süden sowie Fragnes-La Loyère im Südwesten und Westen.

## Bevölkerungsentwicklung
| Jahr                       | 1962 | 1968 | 1975 | 1982 | 1990 | 1999 | 2006 | 2013 | 2020 |
| Einwohner                  | 424  | 478  | 573  | 666  | 931  | 1171 | 1338 | 1305 | 1369 |
| Quellen: Cassini und INSEE |      |      |      |      |      |      |      |      |      |

## Sehenswürdigkeiten

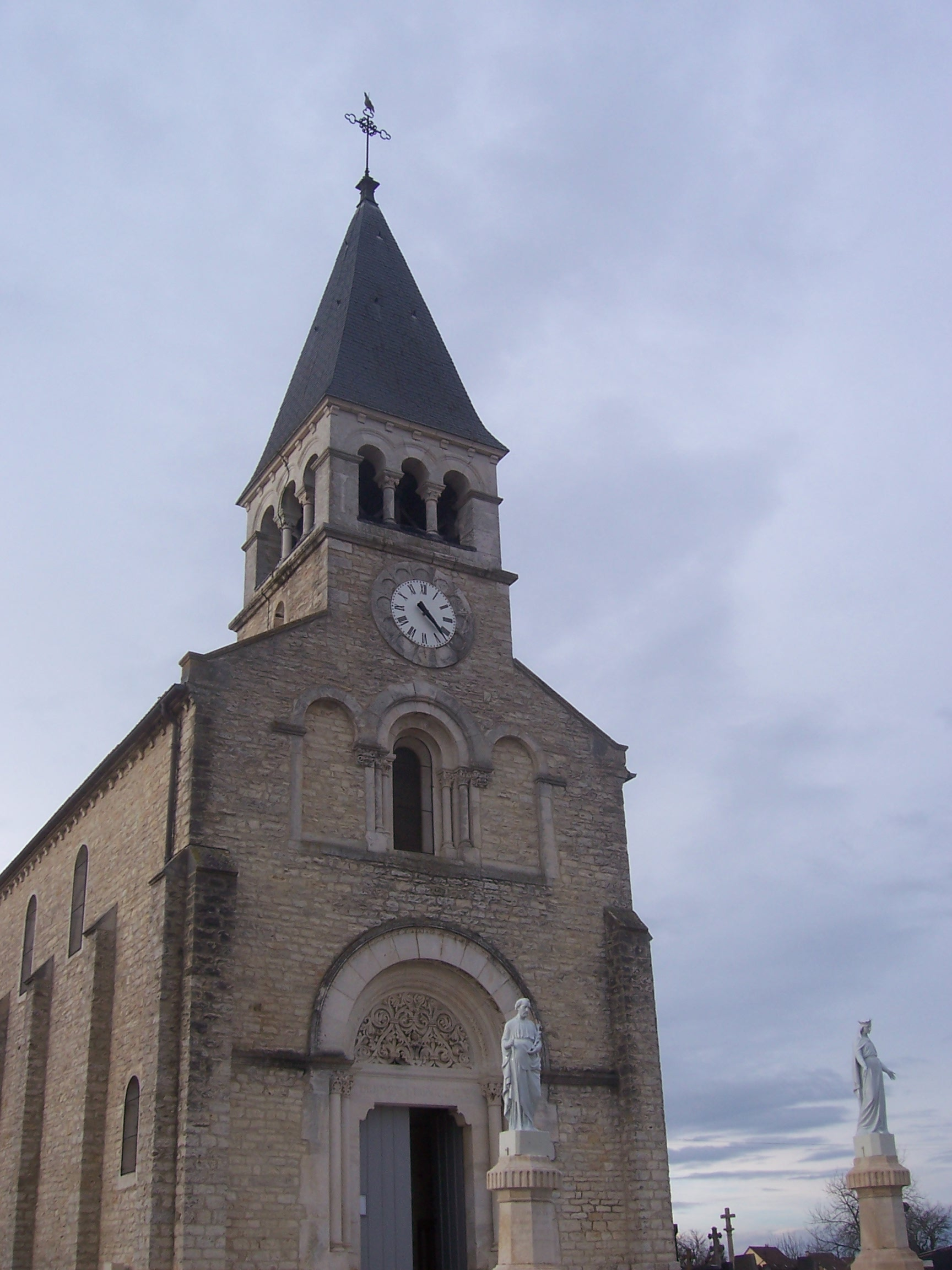
Kirche L’Immaculée-Conception

- Kirche L’Immaculée-Conception